# Gwary laskie
     gwary laskie

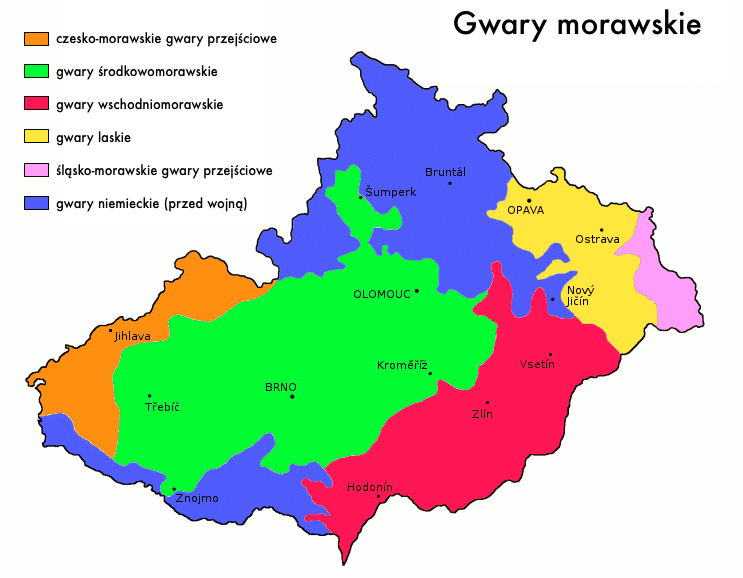
Dialekty morawskie:
gwary laskie

Gwary laskie (cz. lašská nářečí) – zespół gwar zachodniosłowiańskich występujących w północno-wschodnich Czechach. Najczęściej są uważane za dialekty języka czeskiego, aczkolwiek dialektolodzy polscy pochodzenie tych gwar wiążą z językiem polskim (trend taki dominował do lat 80. XX wieku, gdy Alfred Zaręba zaliczył je jeszcze do polskiego dialektu śląskiego, wyraźny odwrót od tej klasyfikacji nastąpił w latach 90.). Dawniej różniły się one zarówno w wymowie, jak i piśmie od obu języków (dyglosja), obecnie są w zaniku. Do czasem dziś jeszcze słyszalnych cech gwar laskich należą m.in. rozróżnianie w wymowie i/y, nierozróżnianie w wymowie samogłosek długich, obecność spółgłoski ł, akcent na przedostatnią sylabę.
Gwary laskie są blisko spokrewnione z gwarami śląskimi z pogranicznych terenów Rzeczypospolitej Polskiej, które również zawierają sporo germanizmów i są uważane za przejściowe pomiędzy dialektami morawskim i śląskim.

## Zasięg

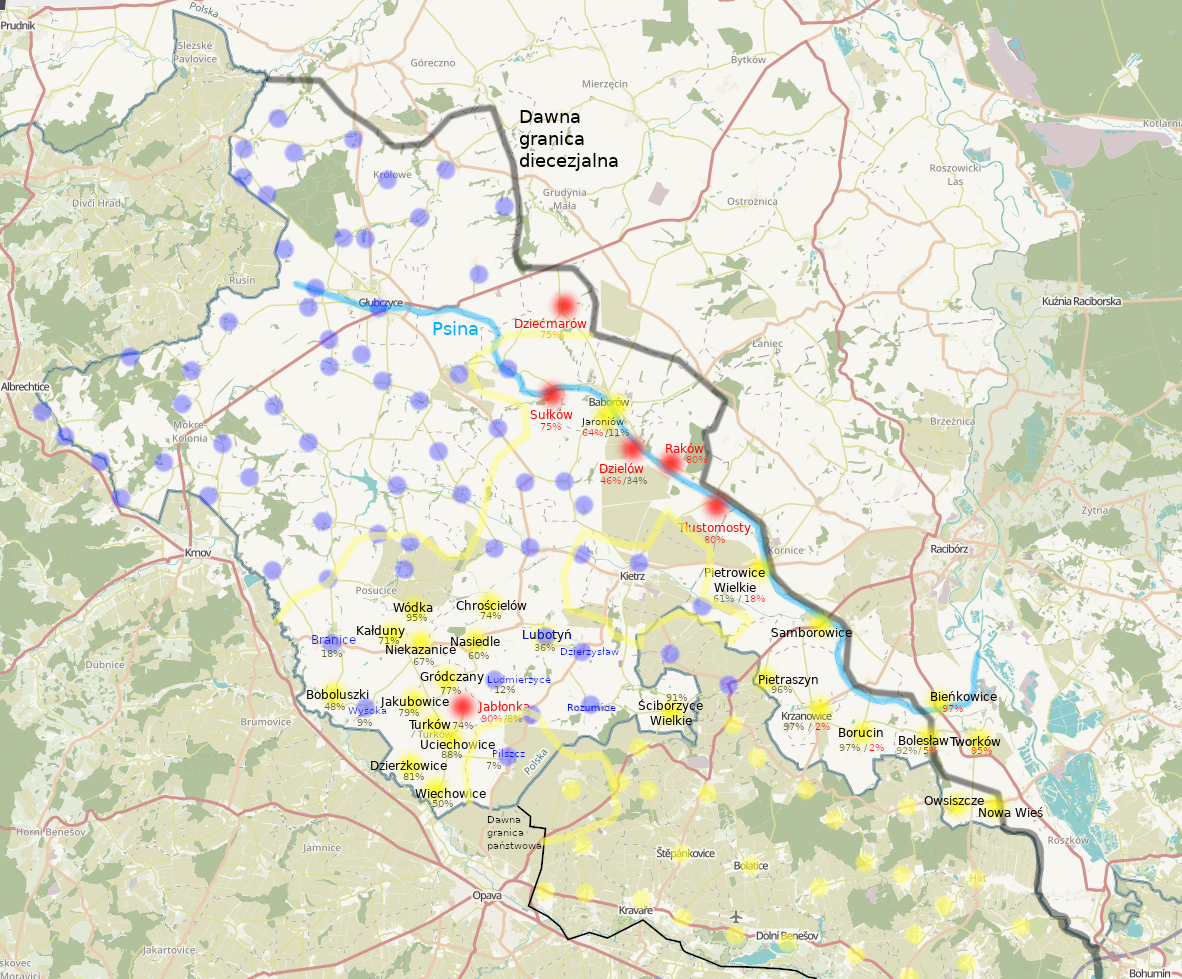
Miejscowości z dominacją gwar laskich na początku XX wieku na obszarze dzisiejszej Polski

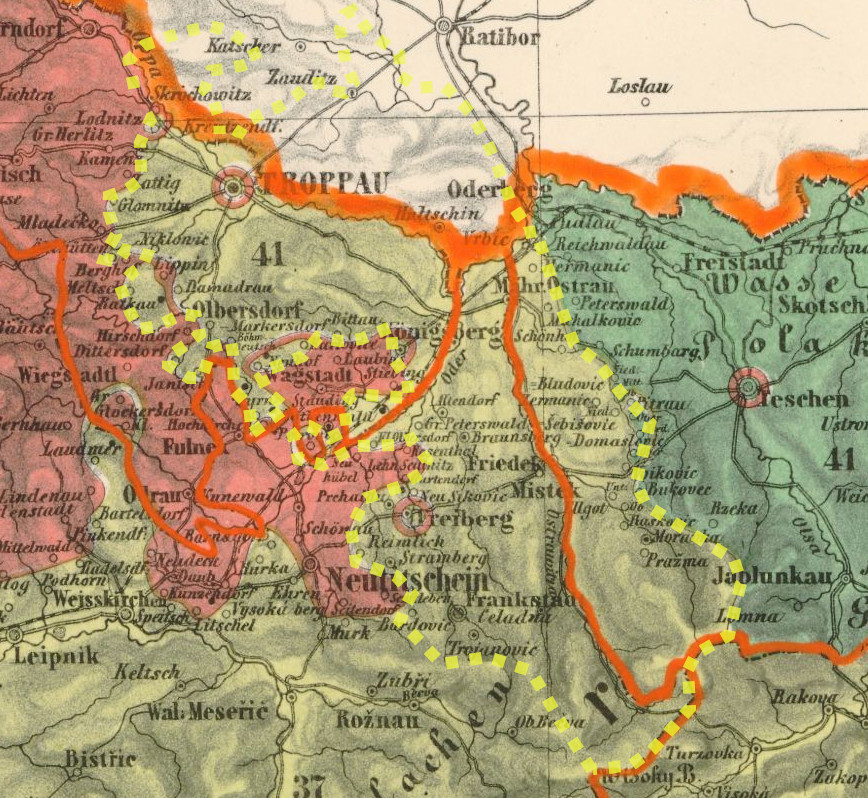
Zasięg gwar laskich naniesiony na mapę etnograficzną z 1855 r.

Obszar gwar laskich stanowi niejako geograficzny cypel wciskający się za wąskim gardłem Bramy Morawskiej pomiędzy języki niemieckie (na zachodzie) i polskośląskie (na północy i wschodzie). Najwyraźniejszą granicę zasięgu gwar laskich stanowiła na zachodzie granica językowa z Niemcami sudeckimi, na północy dawna granica diecezjalna wrocławsko-ołomuniecka (rzeka Psina), na wschodzie przekraczała ją już jednak za Ostrawicą na Śląsku Cieszyńskim. Począwszy od Pasma Ropicy granica językowa przebiegała wzdłuż grzbietów Beskidu Morawsko-Śląskiego, gdzie od miejsca gdzie skręca na zachód przez Radhošť stanowi główny wododział europejski. Niemieckojęzyczna ziemia krawarska leżała okrakiem przez Bramę Morawską, przez które historycznie przechodziły najważniejsze i najbardziej uczęszczane drogi i szlaki handlowe, potęgując geograficzne oddzielenie obszaru gwar laskich od reszty gwar morawskich.
Kodyfikację laskiej gwary górnoostrawskiej usystematyzował w latach 30. XX wieku Óndra Łysohorsky (Erwin Goj), tworząc literacki język laski (lašský), pisał w nim poezję i opowiadania. W zakończeniu „Spjewajuco piaść” (1934) pisze on o ok. 2 mln ludzi mówiących językiem laskim po polskiej i czeskiej stronie granicy (też na Kisucach), zamieszkujących ziemie: raciborską, hulczyńską, opawską, ostrawską, frydecką, północno-wschodnie Morawy, cieszyńską po obu stronach Olzy oraz czadecką z doliną Turzówki i kotliną Czarne. Twierdzenie to wywołało szok i krytykę, przede wszystkim wśród Czechów.

### Walka kultur i dialektów (Kulturkampf)
Od lat 70. XIX w. Prusy wspierały na Śląsku i Morawach (w powiatach: głubczyckim, raciborskim po pruskiej stronie i w rejonie Opawy, Frydka i Cieszyna, po stronie austriackiej, przy pomocy, sympatyzujących z Prusami, Niemców Sudeckich) bliżej spokrewniony z czeskim, język/dialekt morawski. Była to część (wymierzonej m.in. przeciw katolickiej Austrii i powodowanej obawą Bismarcka powstania aliansu Francji i Austro-Węgier), kampanii wspierającej propruski „śląski ruch narodowy” i niejako reakcja Prus na liberalizację austriackiej polityki narodowościowej, przejawiającej się m.in. w założeniu w kwietniu 1848 w Wiedniu Związku Austriackich Ślązaków, uznaniu równouprawnienia wszystkich narodów Cesarstwa (rozporządzenie 4 marca 1849) i wydaniu 30 grudnia 1849 r. rozporządzenia o utworzeniu ziemi śląskiej i 30-osobowego Sejmu Ziemi Śląskiej (Schlesische Landtag) w Opawie (Opava).

## Gramatyka i wymowa
Gwary laskie nie są jednolite i można w zasadzie mówić o obszarze multidialektycznym, w którym jednakże nie wykształcił się dialekt wiodący. Dzielą się one na liczne subdialekty: zachodnio-, wschodnio- i południowolaskie. Tego typu różnorodność dialektów jest nietypowa dla reszty Czech, w której używa się przeważnie jednego interdialektu, w wyniku czego obserwuje się ogólny spadek używalności także dialektów laskich. Większość mówiących nimi mieszkańców (przede wszystkim młodszych) mówi na co dzień w języku czeskim, czasem z  laskim akcentem.

### Niektóre cechy charakterystyczne wymowy
- spółgłoski zwarto-szczelinowe dz, dž (dźwięczne odpowiedniki cz. c i č), jak również ł (zamiast czes. l),
- akcent na przedostatnią sylabę (jak w polskim, w czes. na pierwszą),
- odmienna deklinacja (bardzo podobna do południowośląskiej),
- częste przegłosy „a→o” i „e→y”,
- jednakowa wymowa długich i krótkich głosek (podobnie jak w języku polskim i łużyckich),
- brak protetycznego v (np. okno, a nie jak w potocznym czeskim vokno)

### Podgrupy języka laskiego i ich cechy charakterystyczne
| Podgrupa            | Rejon                           | Cechy charakterystyczne |
| ------------------- | ------------------------------- | --- |
| Podgrupa zachodnia  | Opawa                           | i zamiast 'á np.: smič se (śmiać się) końcówka u w 3. os. l.m. (oni su, prošu, myslu), charakterystyczne formy odmiany zaimków (mja, ča. oneho, onej) |
| Podgrupa wschodnia  | Ostrawa                         | przegłos -aj → -ej ś, ź, dź |
| Podgrupa południowa | Frensztat, Kopřivnice, Studénka | sy zamiast se (się) |

### Koniugacja
Przykład koniugacji czasownika „być”
- joch/jo žech je/jo sém
- tyś/ty žeś je
- ón je
- my śmy su
- wy śće su
- óni su